# 熊其佬

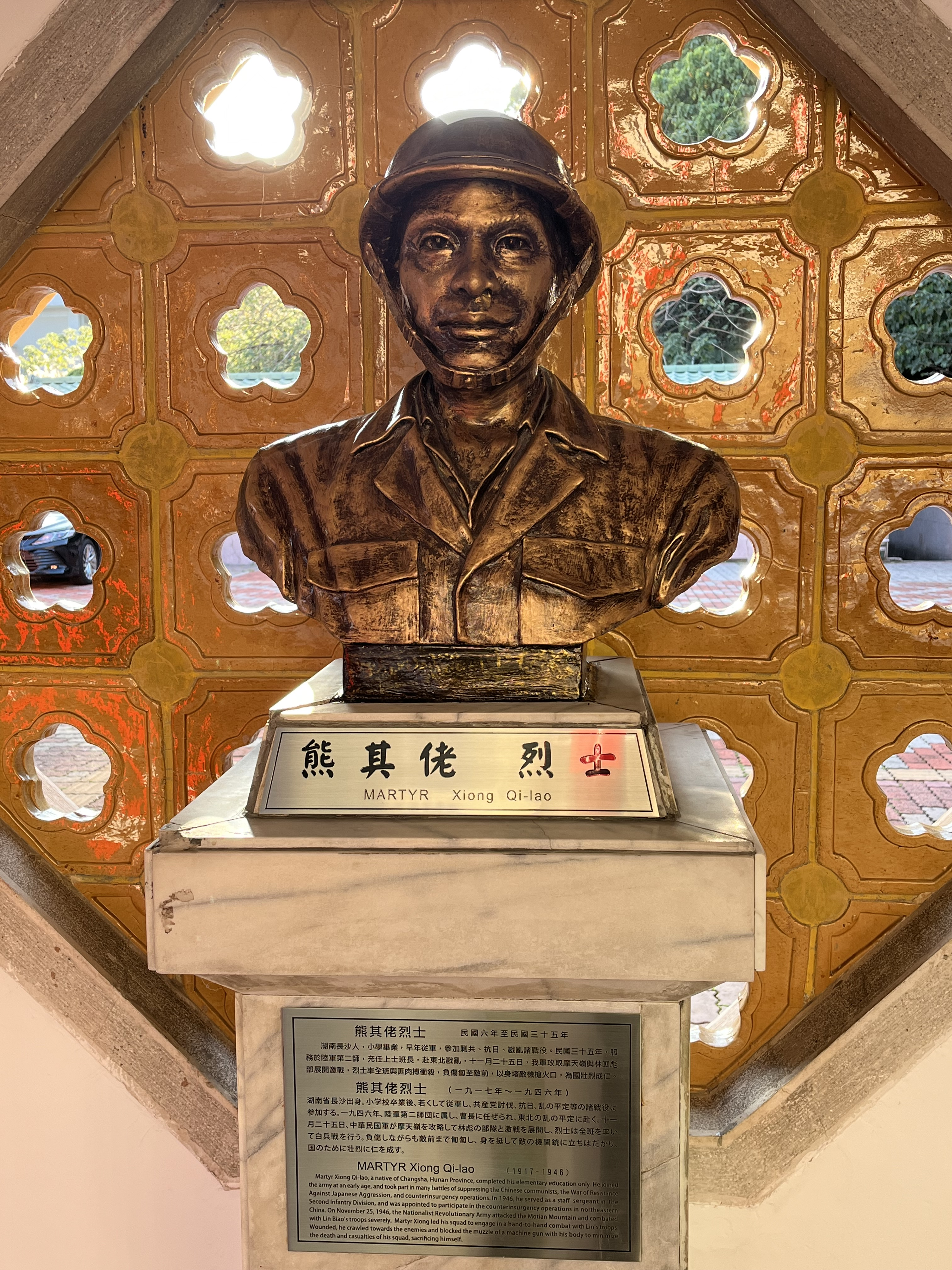
中華民國忠烈祠中熊其佬烈士銅像

熊其佬（1917年—1946年10月21日），湖南省長沙市人，1946年10月21日在第二次国共内战的安東會戰中，在大摩天嶺以身體堵住碉堡機槍口而陣亡，國軍趁機摧毀碉堡，戰役獲得勝利。國民革命忠烈祠中有熊其佬的铜像。中國電影製片廠於1974年拍攝的電影《大摩天嶺》中，有熊其佬堵住機槍口的鏡頭。

## 生平
熊其佬生於民國六年（1917年），湖南省長沙市人，小學畢業，作生意為生。早年從軍，在國軍52軍第二師擔任上士班長。曾參加剿共、抗日、國共內戰諸戰役，每戰均建有功績。
第二次国共内战時期，國軍發動安東會戰（中共称为新开岭战役），為了攻略遼南與安東通化地區，於1946年十月中旬，以新六軍及第五十二軍為主力發動攻擊。10月21日，國軍第四團攻下小摩天嶺後，向右旋回攻擊大摩天嶺時，其第一連上士班長熊其佬，攻到妙峰觀旁共軍主堡前，已負重傷。這時共軍主堡機槍火力猛烈，全連暴露於毫無掩護的山坡上，進退不得。如果不能克制主堡的側射，非但難以達成任務，且有被殲危險。熊其佬目睹此種情況，自審身負重傷，難望獲救，決心利用死角，勉力向共軍主堡蠕蠕移動，待接近時，奮力一躍，投出手榴彈後，以身體將機槍射口堵住，使機槍火力失效。全連趁此射擊中斷的瞬間，一湧而上，該堡及其附近的陣地遂告攻克。
國軍戰後清理戰場時，熊其佬的遺體仍然緊緊地伏在共軍主堡的射擊孔上，全身的彈痕尤如蜂窩狀，血肉糢糊。第二師官兵後來在熊班長捐軀的原址上，樹立了紀念塔。